# Tetsuo Nagata
Tetsuo Nagata (jap. 永田 鉄男, Nagata Tetsuo; * 1952 in der Präfektur Nagano, Japan) ist ein japanischer Kameramann.

## Leben
Tetsuo Nagata zog zum ersten Mal 1972 nach Frankreich. Mit einem kleinen Zwischenstopp in Japan 1975, um dem japanischen Kameramann Hiroshi Segawa zu assistieren, arbeitete Nagata ab 1982 beim französischen Film. Sein Filmstudium schloss er an der Universität von Paris ab. Anschließend arbeitete er als Kameramann für Werbespots und Musikvideos. Nach seinem Spielfilmdebüt 1999 mit dem Drama C’est quoi la vie? wurde Nagata jeweils für seine Arbeit an Die Offizierskammer und für La vie en rose mit dem französischen Filmpreis César als Bester Kameramann ausgezeichnet.

## Filmografie (Auswahl)
- 1999: C’est quoi la vie?
- 2001: Die Offizierskammer (La chambre des officiers)
- 2002: Riders
- 2004: Blueberry und der Fluch der Dämonen (Blueberry)
- 2004: Die wunderbare Welt des Gustave Klopp (Narco)
- 2007: La vie en rose (La Môme)
- 2009: Micmacs – Uns gehört Paris! (Micmacs à tire-larigot)
- 2009: Splice – Das Genexperiment (Splice)
- 2010: Leonie
- 2012: Russendisko
- 2015: Kainan 1890

## Auszeichnungen
- César 2002: Beste Kamera für Die Offizierskammer
- César 2008: Beste Kamera für La vie en rose